# 金伯遗传学奖
金伯遗传学奖（英語：Kimber Genetics Award）, 是一项由美国国家科学院颁发的遗传学奖项，以美国农场主约翰·E·金伯（John E. Kimber）的名字命名，1955年开始颁发，有两位获奖者，此后每年颁发一届，1967年最后一届后停颁，多名获奖者获得过诺贝尔生理学或医学奖。

## 得主
- 1955 威廉·欧内斯特·卡斯尔和赫尔曼·约瑟夫·马勒
- 1956 休厄尔·赖特
- 1957 阿尔弗雷德·斯特蒂文特
- 1958 费奥多西·多布然斯基
- 1959 特雷西·M·索恩本
- 1960 乔治·韦尔斯·比德尔
- 1961 约翰·伯顿·桑德森·霍尔丹
- 1962 米洛斯拉夫·德米雷克
- 1963 柯特·斯特恩
- 1964 馬克斯·德爾布呂克
- 1965 阿弗雷德·赫希
- 1966 尼古拉·季莫费耶夫-列索夫斯基
- 1967 巴巴拉·麦克林托克